# Nuca Buzaladze
Nuca Buzaladze (grúzul: ნუცა ბუზალაძე, Tbiliszi, 1997. január 28. –) grúz énekesnő. Ő képviselte Grúziát a 2024-es Eurovíziós Dalfesztiválon, Malmőben, a Firefighter című dallal.

## Pályafutása
2011-ben jelentkezett a Georgia’s Got Talent tehetségkutató műsorba, ahol az elődöntőig jutott. 2014-ben megnyerte az orosz New Wave zenei versenyt, majd 2017-ben a The Voice török változatába jelentkezett. Ugyanebben az évben részt vett a grúz eurovíziós nemzeti döntőben White Horses Run című dalával, amely 107 pontot összegyűjtve a második helyen végzett.
2023-ban jelentkezett az American Idol huszonegyedik évadába, ahol a legjobb 12 közé jutott. Ugyanebben a műsorban Kylie Minogue-gal közösen előadta az ausztrál énekesnő Can’t Get You Out of My Head című dalát.
2024. január 12-én a Grúz Közszolgálati Televízió bejelentette, hogy az énekesnő képviseli Grúziát az Eurovíziós Dalfesztiválon. A Firefighter című dalt a videoklippel együtt 2024. március 11-én mutatták be. A dalfesztivál május 9-én rendezett második elődöntőjéből nyolcadik helyezettként jutott tovább a döntőbe, ahol a huszonegyedik helyen végzett.
2025-ben ő hirdette ki a grúz szakmai zsűri pontjait az Eurovíziós Dalfesztiválon.

## Diszkográfia

### Középlemezek
- Nutsa22 (2019)

### Kislemezek
- White Horses Run (2017)
- Tetri Ghame (2020)
- Gatendes (2021)
- Нет (2021)
- We Are One (2021)
- სულ ეს არის (‘Szul esz arisz’, 2021)
- You Broke My Heart (2021)
- Let U Go (2022)
- Alive (2023)
- L.O.V.E. (2023)
- Firefighter (2024)
- A Mother's Love (2024)